# Robin Hoffmann (Musiker)
Robin Hoffmann (* 18. Februar 1984 in Großenhain) ist ein deutscher Komponist, Orchestrator und Arrangeur.

## Kindheit und Jugend
Hoffmann begann im Alter von sieben Jahren das Klavierspielen und schrieb als Elfjähriger erste Kompositionen. Als Teil seines Abiturs schrieb er eine Komposition für sinfonisches Orchester, die 2001 von der Neuen Elbland Philharmonie unter Peter Fanger uraufgeführt wurde.
Nach seiner Schulausbildung widmete er sich dem Komponieren von Musik für Amateurfilme, Projekte von Filmstudenten und Computerspielen.
Von 2004 bis 2008 studierte er Komposition, Arrangement und Klavier unter Rainer Lischka, Marko Lackner, Lars Juling, Clemens Kühn und Jochen Aldinger an der Hochschule für Musik Carl Maria von Weber in Dresden.

## Berufliche Karriere
Noch während des Studiums wurde er beauftragt, die Filmmusik für die schweizerisch-britische Filmproduktion Save Angel Hope zu schreiben. Ein Jahr später gründete er mit dem Schweizer Komponisten Moritz Schneider die Firma „Nachos and Cheese“, mit Spezialisierung auf die Komposition und Produktion von Musik für Medien. Zusammen mit Schneider arbeitete er seitdem an diversen mitteleuropäischen Filmproduktionen. 2009 erhielten sie den Auftrag, die Musik für Dällebach Kari – das Musical zu schreiben, das zu den Thunerseespielen am 14. Juli 2010 im schweizerischen Thun uraufgeführt wurde.
Seit 2015 arbeitet Hoffmann eigenständig als Komponist, Arrangeur und Orchestrator. Neben der Arbeit an Film- und Spielemusiken schrieb er orchestrale Arrangements für Anastacia, Gary Barlow, Ronan Keating, Sophie Ellis-Bextor, Bonnie Tyler, Matthias Schweighöfer und andere internationale Künstler. Er arbeitete an Musiken für Werbekampagnen u. a. für Australian Open, Steggles, Salvation Army, Air New Zealand, Mobiliar und John West.
Neben seiner Arbeit für Filme, Musicals und Medien schreibt er Konzertmusiken für verschiedenste Ensembles und Künstler. Er arbeitete zusammen mit dem London Symphony Orchestra, das 2010 unter der Leitung von Benjamin Wallfisch sein Violinkonzert für Anna Karkowska in den Londoner Abbey Road Studios aufnahm. Weiterhin arbeitete er unter anderem mit dem WDR Funkhausorchester, der Staatskapelle Weimar, dem Bratislava Symphony Orchestra, dem City of Prague Philharmonic Orchestra, dem Tokyo Studio Symphony Orchestra, dem Brandenburgischen Staatsorchester Frankfurt (Oder) und anderen renommierten Klangkörpern.

## Kompositionen

### Filmmusiken (Auswahl)
- 2006: Save Angel Hope
- 2007: Tell
- 2008: Morgen, ihr Luschen! Der Ausbilder-Schmidt-Film
- 2008: Eine Bärenstarke Liebe
- 2009: Hundeleben
- 2009: Halo Legends (Orchestrierung)
- 2010: Liebling, lass uns scheiden
- 2013: Recycling Lily
- 2017: Hero
- 2018: Von Liebe und Krieg
- 2021: A Father’s Job (Kurzfilm)
- 2021: Star Wars: Visionen (Star Wars: Visions, Orchestrierung)
- 2022: Suzume no Tojimari (Orchestrierung)
- 2022: The Magic Flute – Das Vermächtnis der Zauberflöte (Orchestrierung)
- 2024: Treasure Trackers

### Musicals/Theater
- 2009/2010: Dällebach Kari – das Musical[3]
- 2016: The One Grand Show – Friedrichstadt-Palast Berlin (Arrangements)
- 2018: VIVID Grand Show – Friedrichstadt-Palast Berlin (Arrangements)

### Musiken für Computerspiele
- 2007: Black Prophecy (Orchestrierung)
- 2008: Anno 1404 (Orchestrierung)
- 2012: Kinect Rush (Orchestrierung)
- 2015: Pastry Party
- 2015: Anno 2205 (Orchestrierung)
- 2017: BlockStarParty
- 2022: Lineage W
- 2024: Batman: Arkham Shadow (Orchestrierung)

### Konzertwerke
- 2007: August der Starke, anlässlich des 800-jährigen Jubiläums der Stadt Dresden[4]
- 2007: Die Schöne Helena, Arrangements der Operette von Jacques Offenbach
- 2008: Spheric Motion, für Big Band
- 2008: Orchestrale Groove-Sektion, für Orchester
- 2008: Valse misterieuse, für Orchester
- 2010: Violin Concerto, aufgenommen von Anna Karkowska und dem London Symphony Orchestra
- 2022: A Summer Night to Remember, Auftragswerk des WDR Funkhausorchester

## Auszeichnungen
- Goldene Schallplatte – für Alex Christensen & The Berlin Orchestra – Classical 90s Dance Vol. 2 (2022)
- Venezia Shorts – Best Original Score – für A Father’s Job (2021)
- Long Story Shorts International Film Festival – Best Original Score – für A Father’s Job (2021)
- Hollywood Gold Awards – Best Original Score – für A Father’s Job (2021)
- European Cinematography Awards (ECA) – Best Original Score – für A Father’s Job (2021)
- Marina del Rey Film Festival – Best Score – für Hero (2017)[5]